# ルート・ヘスプ
ルート・ヘスプ（Ruud Hesp, 1965年10月31日 - ）は、オランダ出身の元サッカー選手、サッカー指導者。現役時代のポジションはGK。

## 経歴
1985年にHFCハールレムでプロデビュー。セカンドキーパーとしてベンチを温める日が続いたため、出場機会を求めて1987年にオランダ南部のクラブ、フォルトゥナ・シッタートへと移籍した。87年のシーズン開幕からレギュラーポジションを獲得すると、以降7年間にわたって公式戦237試合に連続出場しクラブ記録を樹立した。ローダJCで3シーズンプレーした後、ルイ・ファン・ハールの意向でFCバルセロナへと移籍。ビトール・バイーアとのポジション争いを制し、正GKとして4シーズンプレーした。
しかし、2000年にファン・ハールが監督を退任すると、前年までバルサBでプレーしていたフランセスク・アルナウと併用される形となり、翌2001年にオランダへと帰国。古巣のフォルトゥナ・シッタートへ復帰し、2002年に現役引退を表明した。
オランダ代表としてはEURO96、1998フランスW杯の2大会で代表メンバー入りしているが、エトヴィン・ファン・デル・サールとエト・デ・フーイに続く第3GKとしての登録であり予選・本戦とも出場機会はなかった。
引退後は指導者の道へと進み、2007年よりFCフローニンゲンのゴールキーパーコーチを担当している。またベルト・ファン・マルワイク代表監督の下、オランダ代表チームのゴールキーパーコーチも担当した。

## 代表歴

### 出場大会
- オランダ代表
  - 1998 FIFAワールドカップ